# Parafia św. Antoniego we Lwowie
Parafia św. Antoniego we Lwowie – parafia znajdująca się w archidiecezji lwowskiej w dekanacie Lwów, na Ukrainie. Położona jest w dzielnicy Łyczaków. Posługę duszpasterską w parafii sprawują franciszkanie.

## Historia
Parafię erygowano w 1786, gdy księża diecezjalni przejęli istniejący od 1617 franciszkański kościół św. Antoniego, który zakonnicy zmuszeni byli opuścić w wyniku reformy józefińskiej. W czasach sowieckich działała przez cały okres, choć władze skonfiskowały część majątku parafii (część parceli ogrodowej z zabudowaniami gospodarczymi i budynek plebanii).
W 1991 parafię objęli franciszkanie, co zostało kanonicznie potwierdzone przez arcybiskupa lwowskiego Mariana Jaworskiego w 1995.
Msze święte sprawowane są również w języku polskim.